# Кочерга Володимир Семенович
Володимир Семенович Кочерга (1 січня 1938, село Журавка, тепер Варвинського району Чернігівської області — 20 червня 2018, місто Київ) — український діяч, заступник голови Ровеньківського територіального комітету профспілки робітників вугільної промисловості Луганської області. Народний депутат України 2-го скликання.

## Біографія
Народився 1 січня 1938 року в селі Журавка Варвинського району Чернігівської області в родині колгоспників. 
У 1956 році закінчивши Журавську середню школу, направлений до міста Ровеньки Ворошиловоградської (тепер Луганської) області для відновлення шахт Донбасу.
У липні 1956 — листопаді 1957 року — учень, муляр, бригадир мулярів Ровеньківського будівельного управління № 3 тресту «Антрацитвугілля» міста Ровеньки.
У листопаді 1957 — квітні 1959 року — служба в Радянській армії. Член КПРС.
У травні 1959 — грудні 1960 року — муляр, у грудні 1960 — квітні 1962 року — секретар комітету ЛКСМУ Ровеньківського будівельного управління № 3 Луганської області.
У квітні 1962 — червні 1963 року — 2-й секретар Ровеньківського міського комітету ЛКСМУ Луганської області.
У червні 1963 — серпні 1969 року — інструктор, завідувач організаційного відділу Ровеньківського міського комітету КПУ Луганської області.
У 1966 році закінчив Ровеньківський гірничий технікум, гірничий технік-електромеханік. У 1969 році заочно закінчив Вищу партійну школу при ЦК КПРС.
У серпні 1969 — грудні 1970 року — голова Ровеньківського міського комітету профспілки робітників вугільної промисловості Луганської області.
У грудні 1970 — вересні 1978 року — секретар виконавчого комітету Ровеньківської міської ради депутатів трудящих Ворошиловградської області.
У вересні 1978 — січні 1981 року — голова профкому шахтоуправління «Ровеньківське» Ворошиловградської області.
У січні 1981 — лютому 1991 року — секретар Ровеньківського територіального комітету профспілки робітників вугільної промисловості Ворошиловградської області.
З лютого 1991 року — заступник голови Ровеньківського територіального комітету профспілки робітників вугільної промисловості Луганської області. Член КПУ.
Народний депутат України 2-го скликання з 11.05.1994 по 12.05.1998 року. Обраний по Ровеньківському виборчому округу № 247, Луганська область. Входив до складу комітету Верховної ради України з питань законності і правопорядку. Член депутатської фракції «Комуністична партія України».
Помер на 80 році життя 20 червня 2018 року. Похований в селі Журавка Варвинського району Чернігівської області.

## Нагороди та відзнаки
- медаль «Ветеран праці»
- грамоти та відзнаки Міністерства вугільної промисловості